# Goed doel
Een goed doel is een zaak van algemeen belang waar men geld of goederen aan kan geven. Ook kan men als vrijwilliger tijd besteden aan werkzaamheden ten behoeve van een goed doel. In het verlengde daarvan wordt de term 'goed doel' gebruikt voor charitatieve instelling: een organisatie die zich inzet op filantropisch vlak. De laatstgenoemde term kan ook worden gebruikt voor fondsen die eigen inkomsten hebben (uit een eerder opgebouwde investeringsportefeuille) en dus geen geld werven bij het publiek.

## Doelen
Enkele voorbeelden van doelen:
- onderzoek naar behandeling van ziekten
- opvang voor daklozen
- medische hulp bij rampen
- bescherming van een natuurgebied
- bestrijding van dierenmishandeling
- het steunen van culturele instellingen
- het steunen van weeskinderen en oorlogskinderen

De Nederlandse brancheorganisatie Goede Doelen Nederland hanteert een indeling met vier hoofdcategorieën en diverse subcategorieën:
| Gezondheid                                                      | Welzijn en cultuur | Internationale samenwerking                               | Natuur, milieu en dierenbelangen                 |
| --------------------------------------------------------------- | --- | --------------------------------------------------------- | ------------------------------------------------ |
| - volksgezondheid - gehandicaptenzorg - blinden & slechtzienden | - maatschappelijke en sociale doelen in het eigen land - mensenrechten - kunst & cultuur - sport & recreatie - onderwijs & onderzoek - kerk & levensbeschouwing | - ontwikkelingswerk - vluchtelingenhulp - slachtofferhulp | - milieubelangen - natuurbehoud - dierenbelangen |

## Organisaties
De meeste goededoelenorganisaties hebben de structuur van een stichting of een Belgische vzw, wettelijk geregelde structuren voor organisaties zonder winstoogmerk, waarmee men rekenschap kan afleggen aan het publiek over de verworven en beheerde gelden. Het kan ook gaan om een vereniging of om een kerkgenootschap.

### Nederland
Het totale aantal goede doelen in Nederland is onbekend. 250 landelijk CBF-Erkende goede doelen zijn aangesloten bij de brancheorganisatie Goede Doelen Nederland, de brancheorganisatie van landelijke goede doelen. Al deze organisaties zijn in het bezit van het keurmerk van het CBF, de toezichthouder goede doelen. 
De Vereniging van Fondsen in Nederland (FIN) is een organisatie van particuliere vermogensfondsen. Een vermogensfonds is een organisatie die een hoeveelheid geld (vermogen) beheert met de bedoeling om daar meerdere organisaties, personen en projecten mee te steunen. Vele van die fondsen zijn opgericht door rijke personen en families, die met hun geld behoeftigen willen steunen of iets voor het algemeen belang willen doen. Het kan bijvoorbeeld besteed worden aan maatschappelijke zorg en hulpverlening, culturele manifestaties, studiebeurzen en dergelijke. De FIN geeft het Fondsenboek uit, waarmee mensen die ergens geld voor nodig hebben fondsen kunnen zoeken die misschien bereid zijn dat doel te ondersteunen.

### België
In België stelt de Federale Overheidsdienst Financiën een lijst vast van “instellingen die giften kunnen ontvangen die recht geven op een belastingvermindering”. Daartoe behoren universiteiten en hun ziekenhuizen, hogescholen, koninklijke academiën, rijksmusea, en een reeks van meer dan 2.000 privé-instellingen. Ook gelijkwaardige instellingen binnen de Europese Economische Ruimte komen in aanmerking.

### Internationaal
De Charities Aid Foundation schetst sedert 2010 in een jaarlijkse World Giving Index de bereidheid van de bevolking in een aantal landen om geld of tijd te doneren voor anderen, buiten de eigen kennissenkring. De index meet, op basis van de Gallup World Poll, het percentage donateuren, niet de geldbedragen of gespendeerde uren.

## Geldwerving
Goededoelenorganisaties hebben verschillende manieren van fondsenwerving. Grotere organisaties hebben hiervoor gespecialiseerde fondsenwervers in dienst. Hoewel de goede doelen vaak begonnen zijn als een clubje amateurs, hebben vele tegenwoordig een professionele organisatie, die een commercieel bedrijf niet zou misstaan.
De meest gebruikte methoden om geld te verzamelen zijn:
- Reclame maken voor het doen van girale giften (geld overmaken);
- Het grootschalig verzenden van verzoeken om geld via post of e-mail;
- Collectes (bijvoorbeeld op straat, huis-aan-huis, en in de kerk);
- Werving op straat of huis-aan-huis voor periodieke donatie:
  - Straatwerving (ook wel in jargon 'face-to-face' of 'direct dialogue' genoemd) waarbij speciaal opgeleide wervers (vaak studenten die wat bijverdienen) voorbijgangers aanspreken en een periodieke donatie bepleiten via een doorlopende machtiging. De gemiddelde donatie is vijf euro per maand. Dit gebeurt meestal in winkelcentra en supermarkten. Hiervoor hebben ze echter vaak (afhankelijk van de gemeentelijke APV) een standplaatsvergunning nodig van de betreffende gemeente;
  - Huis-aan-huiswerving (ook wel in jargon: 'door-to-door'); hetzelfde als bij straatwerving, maar dan huis-aan-huis; de opbrengst is doorgaans hoger, soms wel tien euro per maand. Hiervoor is vaak (afhankelijk van de gemeentelijke APV) een gemeentelijke collectevergunning vereist;
- Telefonische werving;
  - Werving van nieuwe donateurs per telefoon. Aan de hand van adreslijsten worden particulieren en bedrijven gebeld en verzocht donateur te worden met een vast maandbedrag;
  - Bestaande donateurs worden gebeld met de vraag of ze een hoger bedrag per maand willen geven. In vakjargon heet dat 'upgraden';
- Loterijen en andere kansspelen (zelf georganiseerd, of het ontvangen van geld via een loterij-organisatie)
- Dingen verkopen, waarbij (een deel van) de opbrengst naar het goede doel gaat, bijvoorbeeld kinderpostzegels, spullen in een Wereldwinkel of door middel van Goede Doel Bedels;
- Via internet:
  - door in internetadvertenties om donaties te vragen;
  - door middel van sponsors die een bedrag per klik op een reclamebanner aan een goed doel ter beschikking stellen;
  - door een online-collecte; vrijwillige collectanten plaatsen een online collectebus op hun eigen website of op hun eigen pagina op een goededoelenwebsite, en vragen per e-mail hun kennissen om een gift.

Organisaties ontvangen ook gelden door een legaat of erfstelling. Soms werven ze mensen die bereid zijn de organisatie in hun testament op te nemen. Indien gewenst (en dit in het testament is opgenomen) treedt de organisatie dan soms ook als executeur op.
Soms krijgt een organisatie subsidie of wordt deze gesponsord.

## Inzameling van gebruikte artikelen
De inzameling van goederen voor hergebruik en/of recycling kan op zichzelf al een goed doel zijn, maar levert daarnaast eventueel ook opbrengst op voor andere goede doelen.

## Controle
Daarbij is het mogelijk dat een deel van het geld niet goed terechtkomt. Het komt voor dat het verdelen van voedselhulp zo vertraagd wordt, dat het voedsel bederft voordat het bij de doelgroep arriveert. Een kostbaar onderzoek naar een nieuw medicijn kan mislukken doordat het niet deskundig wordt aangepakt. Ook zal een deel van het geld aan administratie, reclame en dergelijke worden besteed. Er wordt dan gezegd dat er geld aan de strijkstok blijft hangen. Erkende goede doelen worden soms geïmiteerd door zogenoemde Look-alikes die geld inzamelen zonder dat duidelijk is dat het besteed wordt aan charitatieve doelen. In veel gevallen hebben deze geen officiële erkenning als bonafide geldinzamelaar. 

### Nederland
In Nederland verleent het Centraal Bureau Fondsenwerving (CBF) het CBF-Keur aan instellingen die voldoen aan strikte eisen van betrouwbaarheid en controleerbaarheid. Zo mag er niet meer van vijfentwintig procent van het geworven geld aan kosten voor fondsenwerving worden besteed. Medio 2004 zijn er 252 instellingen met een CBF-Keur of een Verklaring van geen bezwaar.
De Verklaring van geen bezwaar kan worden gegeven aan kleinere of zeer jonge instellingen, die (nog) niet aan de meest gedetailleerde controle-eisen kunnen voldoen.
In 2004 was er veel kritiek op de hoogte van de directiesalarissen, naar aanleiding van het salaris van de directeur van de Hartstichting. Deze controverse leidde onder andere tot diens ontslag en later tot de adviesregeling directiesalarissen van de VFI.

### België
In België publiceren enkele organisaties lijsten met goede doelen die aan bepaalde criteria voldoen. Zo is er de stichting van openbaar nut Donorinfo, maar ook goededoelen.be, een initiatief van de Koning Boudewijnstichting.

### Internationaal
In de Verenigde Staten werkt Charity Navigator sedert 2001 aan een permanente doorlichting van duizenden Amerikaanse filantropische instellingen en organisaties. 

## Fiscale aspecten
In veel landen kunnen giften aan erkende goede doelen worden afgetrokken van de inkomsten waarover men belasting moet betalen. Hiervoor moet wel voldaan worden aan enkele eisen die de belastingdienst van dat land hieraan stelt. Voor Nederland gebeurt dit onder de noemer algemeen nut beogende instelling (ANBI).